# هامبتون (كونيتيكت)
هامبتون (بالإنجليزية: Hampton, Connecticut)‏ هي بلدة أمريكية تقع في الولايات المتحدة في كونيتيكت. يقدر عدد سكانها بـ 2,034 نسمة ومساحتها 66.0 كم2 وترتفع عن سطح البحر 212 متر.